# Petit-duc de Socotra
Otus socotranus
Espèce
Statut de conservation UICN

 LC  : Préoccupation mineure
Le Petit-duc de Socotra (Otus socotranus) est une espèce d'oiseaux de la famille des Strigidae. Elle est parfois considérée comme une sous-espèce du Petit-duc africain (O. senegalensis), et plus anciennement comme une sous-espèce du Petit-duc de Bruce (O. brucei).

## Répartition
Cette espèce vit à Socotra.